# Postgenrisme
Le postgenrisme est un mouvement diversifié, social, politique et culturel dont les militants prônent la suppression volontaire du concept de genre au sein de l'espèce humaine à travers diverses technologies théoriques telles que des techniques avancées de procréation médicalement assistée, de gestation in vitro (utérus artificiel), de transgénèse et d’autres biotechnologies.
Les défenseurs du mouvement avancent que la présence des rôles de genre (attentes sociales liées au sexe des individus), la stratification sociale et les différences physiques et psychologiques entre les hommes et les femmes ne sont pas choisies et de ce fait constituent une entrave à la liberté des individus. Avec le potentiel radical des techniques de procréation médicalement assistée, les postgenristes pensent que les rapports sexuels dans le but de se reproduire deviendront soit obsolètes, soit qu’une grossesse puisse être interrompue à tout moment tout en permettant au fœtus de poursuivre son développement in vitro. Cela aurait pour conséquence d'éliminer la nécessité d’une dichotomie homme/femme au sein de la société. Les individus seraient conçus exclusivement par fécondation in vitro voire par création de zygotes en combinant des proportions arbitraires du génotype de deux, trois voire davantage d'individus, indépendamment de leur âge, sexe ou fertilité.

## Origine culturelle
Le postgenrisme est né de l'idéologie libérale du genre. George Dvorsky et James Hughes écrivent que « le postgenderisme est une interprétation radicale de la critique féministe du patriarcat et du genre, et de la critique genderqueer de la façon dont le genre binaire limite le potentiel individuel et notre capacité à communiquer avec d'autres personnes et à les comprendre ». Cependant, c’est avec l’influence de la philosophie transhumaniste que les postgenristes ont pu imaginer les possibilités de modifications morphologiques des membres de l’espèce humaine et la manière dont les membres futurs d’une société post-genre se reproduiraient. Dans cette mesure, le postgenrisme est une branche du transhumanisme, du posthumanisme et du futurisme. Dans les idéologies féministes, c'est dans la conception matérialiste du pouvoir, que « les féministes veulent atteindre une société postpouvoir, postgenrée et postsexuée, dans laquelle les construits sociaux et sexistes hommes/femmes, masculin/féminin, seront éliminés après une révolution ». 
L'idée de postgenrisme fut exprimé pour la première fois en 1979 dans La Dialectique du sexe de Shulamith Firestone : 
« [The] end goal of feminist revolution must be, unlike that of the first feminist movement, not just the elimination of male privilege but of the sex distinction itself: genital differences between human beings would no longer matter culturally. (A reversion to an unobstructed pansexuality - Freud's 'polymorphous perversity' - would probably supersede hetero/homo/bi-sexuality.) The reproduction of the species by one sex for the benefit of both would be replaced by (at least the option of) artificial reproduction: children would born to both sexes equally, or independently of. either, however one chooses to look at it; the dependence of the child on the mother (and vice versa) would give way to a greatly shortened dependence on a small group of others in general, and any remaining inferiority to adults in physical strength would be compensated for culturally »
— The Dialectic of Sex, publ. The Women's Press, 1979. Chapitre 1.
        
« La visée ultime de la révolution féministe doit être, contrairement aux premiers mouvements féministes, non seulement l’élimination du privilège masculin, mais de la distinction sexuelle elle-même : les différences génitales entre les êtres humains seraient futiles d’un point de vue culturel. (Un retour vers une libre pansexualité - la « perversité polymorphique » de Freud - dépasserait probablement l’homosexualité, l’hétérosexualité et la bisexualité). La reproduction de l’espèce par l’un des sexes pour le bénéfice des deux serait remplacée par (au moins la possibilité de) la reproduction artificielle : les enfants seraient nés grâce à une contribution égale des deux sexes, ou indépendamment de l’un ou de l’autre. Quelle que soit la façon dont on considère cela, la dépendance de l’enfant à la mère (et vice-versa) devrait laisser place à une dépendance fortement amoindrie d’un petit groupe d’individus en général, et toute infériorité subsidiaire en termes de force physique serait compensée culturellement. »
Une autre publication majeure et influente dans le domaine fut l’essai de la féministe socialiste Donna Haraway A Cyborg Manifesto: Science, Technology, and Socialist-Feminism in the Late Twentieth Century dans Simians, Cyborgs and Women: The Reinvention of Nature (New York; Routledge, 1991), p. 149–181. Dans ce texte, Haraway est interprétée comme défendant le fait que les femmes ne seraient libérées de leurs contraintes biologiques qu’uniquement lorsqu’elles seraient dispensées de leurs obligations reproductives. Cela peut être perçu comme la croyance que les femmes seront réellement libérées lorsqu’elles deviendraient des êtres post-biologiques, ou post-genre. Cependant, Haraway a publiquement déclaré que l’utilisation du mot « post-genre » dans ce texte a été mal interprété.

## Types de postgenrisme
Les postgenristes ne sont pas exclusivement des militants de l’androgynie, bien que la plupart pensent que le mélange des caractéristiques masculines et féminines est désirable[réf. nécessaire]. Les futurs individus seraient doués du meilleur de ce que les hommes et les femmes ont à offrir en termes de compétences et penchants physiques et psychologiques[réf. nécessaire]. Déterminer lesquels de ces traits sont désirables fait l’objet de débats et controverses.
Le postgenrisme n’est pas uniquement à propos du genre physique des individus et de son apparence admise. L’idéologie cherche davantage à éliminer ou dépasser culturellement les identités sexuelles préconstruites. La construction sociale traditionnelle veut que tous les individus soient soit du genre homme, soit du genre femme, indépendamment de leurs organes génitaux et/ou de leur génotype. Pour les postgenristes, un individu n’est ni homme ni femme, ni d’aucun autre genre prédéfini. De ce fait un individu au sein d’une société est simplement un membre de l’humanité défini exclusivement par ses actions.
Cependant, tous les postgenristes ne sont pas contre l’existence des rôles de genre sous toutes leurs formes. Certains prônent seulement une désaccentuation des genres au rang de simple propriété comme la taille ou la couleur des yeux, par rapport à un caractère intrinsèque qui définit une grande partie de l’essence de l’individu. Dans ce type de société post-genre, les gens pourraient s’identifier à un genre si tel était leur choix, mais cette identité ne serait pas obligatoire et ces genres n’aurait aucun impact sur la manière dont les gens agissent et sont traités en société.

## Technologies futures
Les techniques d’assistance à la procréation incluent toutes celles qui peuvent théoriquement permettre la reproduction en dehors des méthodes traditionnelles (les rapports sexuels et l’insémination artificielle). Le potentiel reproductif humain pourrait être considérablement étendu avec des avancées telles que l’utérus artificiel, la parthénogenèse et le clonage humain.
L'apparence des individus pourrait osciller entre celle d'un homme actuel ou celle d'une femme actuelle, voire prendre des tournants créatifs avec des techniques issues du génie génétique, notamment la transgénèse ou la thérapie génique. Il n'y aurait alors plus de séparation homme/femme mais un spectre continu d'individus.
Certains pensent que l’espace posthumain sera davantage numérique que réel, sous la forme de réalités virtuelles ou de réalités simulés. Les individus pourraient être constitués de cerveaux connectés à un monde artificiel, voire d’esprits téléchargés dans un superordinateur. Ces types d’existences ne sont pas rigides quant aux genres, et de ce fait les postgenristes les voient comme permettant aux individus de choisir leur apparence et leur sexualité en fonction de leur volonté.

## Sexualité
Une société post-genre n’implique pas nécessairement un désintérêt total pour les relations sexuelles et l’expression d’une sexualité. Il est pensé que les relations sexuelles et l’intimité entre deux ou plusieurs personnes pourront exister et existeront dans un futur post-genre, mais que ces activités auront une forme différente de celle d’aujourd’hui. Les individus pourraient même, s'ils le désirent, concevoir leurs propres organes génitaux. Cependant, la sexualité et les thématiques associées ne sont pas l’objet direct du postgenrisme.
En juillet 2012, Gopi Shankar, un étudiant du American College à Madurai et militant du genre, a organisé un rassemblement autour des thématiques post-genre et genderqueer et inventa un terme pour le mot genderqueer en tamoul. Gopi déclara qu’à part « homme » et « femme » il y a plus de 25 genres distincts et 15 types de sexualités différentes mentionnées par l’Inde antique sous le terme de « Trithiya prakirthi »,,.